# DVD-RAM

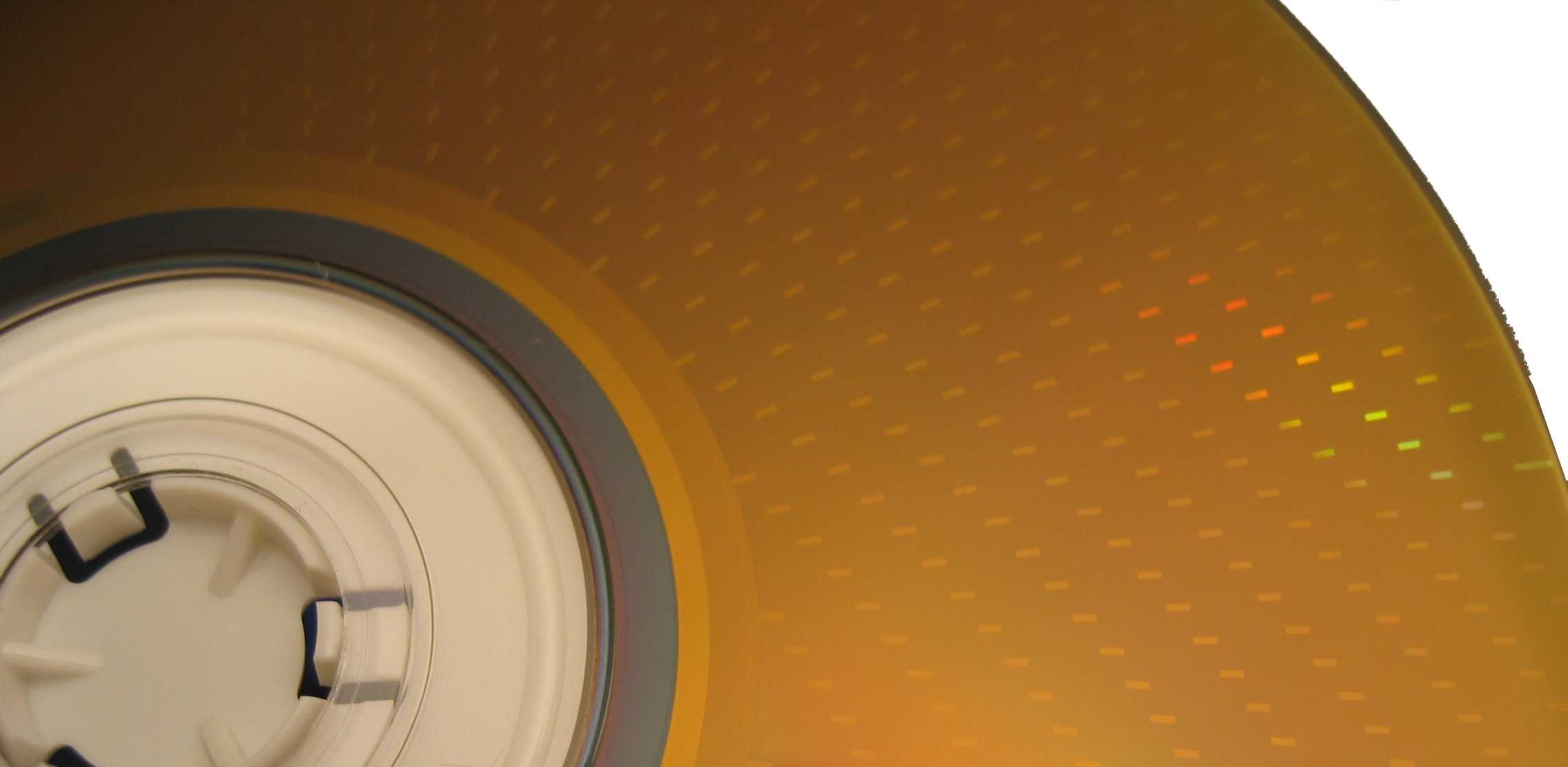
Els DVD-RAM són fàcilment recognoscibles pels petits rectangles de sectorització en la superfície del disc. La sectorització serveix per oferir alta seguretat de dades.

El DVD-RAM és un format de disc DVD regravable aprovat pel DVD-Forum. Es diferencia del DVD-RW (i del DVD+RW) en què no cal esborrar tot el disc per recuperar l'espai dels continguts que es desitja esborrar i en què es pot gravar directament en ell com si fos un disquet, sense necessitat de programes de gravació de DVD, ni de programes controlador intermedis (en el cas de gravadors DVD-RAM per a ordinadors).
Inicialment els discs eren de 2,9 GB (Gigabytes) i estaven tancats en una carcassa protectora anomenada CADDY, poc pràctica (per a les unitats lectores amb safata) però necessària (els discs DVD-RAM són bastant vulnerables a brutícia i taques de dits, i per descomptat a ratllades). Actualment els discs que es venen són de 4,7 GB (unes 2 hores de vídeo MPEG-2 en qualitat DVD) i sense la carcassa protectora, per poder usar-se en la majoria d'unitats lectores/gravadores, existint discs que fan servir les dues cares per obtenir el doble de capacitat.
Aquest format és molt pràctic i versàtil però incompatible amb els formats de DVD, la seva compatibilitat es reserva als gravadors que expressament accepten aquest format. Encara que últimament s'està popularitzant més gràcies a alguns gravadors domèstics de DVD (que permeten esborrar una part del contingut recuperant l'espai, a diferència dels altres formats regravables de DVD), a certes videocàmeres que graven en DVD-RAM (que ofereixen els avantatges anteriorment exposats), i a la seva inclusió com un format més en certes gravadores multiformat de DVD per a ordinador.
Algun gravador DVD amb format DVD-RAM permet l'edició lineal, podent crear vídeos casolans amb qualitat professional (Panasonic).

## Característiques
- Emmagatzematge combinat de música, vídeo i dades.
- Transfereix vídeo i fitxers de dades d'alta capacitat.
- Descàrrega fitxers grans d'Internet.
- Emmagatzematge i suport massiu de fitxers.
- Crear presentacions multimèdia, eines de vendes i comunicacions corporatives.
- Emmagatzematge i intercanvi de sistemes d'escriptori (desktop).

Les unitats gravadores de LG i HP suporten discs DVD-RAM. Són els tipus de format DVD més escassos en el mercat. La seva cara de gravació té, petits rectangles negres i és d'un color mig daurat